# Campionat de Bèlgica de trial
El Campionat de Bèlgica de trial, regulat per la federació belga de motociclisme, FMB/BMB (Fédération Motocycliste de Belgique/Belgische Motorrijders Bond), és la màxima competició de trial que es disputa a Bèlgica.

## Llista de guanyadors
A 10 de desembre de 2024
| Temporada | Campió                                                       | Motocicleta       |
| --------- | ------------------------------------------------------------ | ----------------- |
| 1955      | Aloïs Sterkendries                                           | FN                |
| 1956      | Marcel Verhaegen (Petita cil.) Joseph Decat (Gran cil.)      | Salira · Triumph  |
| 1957      | Marcel Verhaegen (Petita cil.) Alex Colin (Gran cil.)        | Salira · NSU      |
| 1958      | André Piron (Petita cil.) Alex Colin (Gran cil.)             | Socovel · NSU     |
| 1959      | Marcel Verhaegen (Petita cil.) Alex Colin (Gran cil.)        | Triumph · NSU     |
| 1960      | Roger Vanderbecken (Petita cil.) Alex Colin (Gran cil.)      | Triumph · AJS     |
| 1961      | Roger Vanderbecken (Petita cil.) Alex Graindorge (Gran cil.) | Triumph · FN      |
| 1962      | André Piron (Petita cil.) Alex Colin (Gran cil.)             | Greeves · AJS     |
| 1963      | Claude Vanstenagen (Petita cil.) André Troisième (Gran cil.) | Greeves · ČZ      |
| 1964      | Roger De Coster (Petita cil.) Claude Vanstenagen (Gran cil.) | Gilera · Greeves  |
| 1965      | Jacky Ickx (Petita cil.) Roger Vanderbecken (Gran cil.)      | Zündapp · Triumph |
| 1966      | Claude Vanstenagen                                           | Greeves           |
| 1967      | Claude Vanstenagen                                           | Greeves           |
| 1968      | Claude Vanstenagen                                           | Greeves           |
| 1969      | Claude Vanstenagen                                           | Greeves           |
| 1970      | Claude Vanstenagen                                           | Bultaco           |
| 1971      | Victor Gigot                                                 | Montesa           |
| 1972      | Victor Gigot                                                 | Montesa           |
| 1973      | Roger George                                                 | Montesa           |
| 1974      | Jean-Marie Lejeune                                           | Montesa           |
| 1975      | Jean-Luc Colson                                              | Montesa           |
| 1976      | Roger George                                                 | Montesa           |
| 1977      | Jean-Marie Lejeune                                           | Montesa           |
| 1978      | Jean-Marie Lejeune                                           | Montesa           |
| 1979      | Jean-Luc Colson                                              | Montesa           |
| 1980      | Eddy Lejeune                                                 | Honda             |
| 1981      | Eddy Lejeune                                                 | Honda             |
| 1982      | Eddy Lejeune                                                 | Honda             |
| 1983      | Eddy Lejeune                                                 | Honda             |
| 1984      | Eddy Lejeune                                                 | Honda             |
| 1985      | Eddy Lejeune                                                 | Honda             |
| 1986      | Eddy Lejeune                                                 | Honda             |
| 1987      | Bernard Cordonnier                                           | Fantic            |
| 1988      | Daniel Crosset                                               | Merlin            |
| 1989      | Daniel Crosset                                               | Gas Gas           |
| 1990      | Daniel Crosset                                               | Aprilia           |
| 1991      | Daniel Crosset                                               | Gas Gas           |
| 1992      | Daniel Crosset                                               | Gas Gas           |
| 1993      | Daniel Crosset                                               | Gas Gas           |
| 1994      | Daniel Crosset                                               | Gas Gas           |
| 1995      | Daniel Crosset                                               | Gas Gas           |
| 1996      | Frederic Crosset                                             | Gas Gas           |
| 1997      | Frederic Crosset                                             | Gas Gas           |
| 1998      | Frederic Crosset                                             | Gas Gas           |
| 1999      | Frederic Crosset                                             | Gas Gas           |
| 2000      | Frederic Crosset                                             | Gas Gas           |
| 2001      | Frederic Crosset                                             | Gas Gas           |
| 2002      | Frederic Crosset                                             | Gas Gas           |
| 2003      | Frederic Crosset                                             | Gas Gas           |
| 2004      | Frederic Crosset                                             | Gas Gas           |
| 2005      | Frederic Crosset                                             | Gas Gas           |
| 2006      | Jan Cardinaels                                               | Montesa           |
| 2007      | Jan Cardinaels                                               | Montesa           |
| 2008      | Jan Cardinaels                                               | Montesa           |
| 2009      | Maxime Warenghien                                            | Sherco            |
| 2010      | Maxime Warenghien                                            | Gas Gas           |
| 2011      | Julien Rousselle                                             | Sherco            |
| 2012      | Maxime Warenghien                                            | Ossa              |
| 2013      | Julien Rousselle                                             | JTG               |
| 2014      | Julien Rousselle                                             | JTG               |
| 2015      | Julien Rousselle                                             | Gas Gas           |
| 2016      | Julien Rousselle                                             | Gas Gas           |
| 2017      | Julien Rousselle                                             | Gas Gas           |
| 2018      | Julien Rousselle                                             | Gas Gas           |
| 2019      | Julien Rousselle                                             | Beta              |
| 2020      | Maxime Mathy                                                 | Gas Gas           |
| 2021      | Emile Mattheeuws                                             | Gas Gas           |
| 2022      | Emile Mattheeuws                                             | Vertigo           |
| 2023      | Emile Mattheeuws                                             | Vertigo           |
| 2024      | Nicolas Defourny                                             | Beta              |

## Estadístiques

### Campions amb més de 3 títols
A 10 de desembre de 2024
| Pilot              | Títols |
| ------------------ | ------ |
| Frederic Crosset   | 10     |
| Daniel Crosset     | 8      |
| Julien Rousselle   | 8      |
| Eddy Lejeune       | 7      |
| Claude Vanstenagen | 7      |
| Alex Colin         | 5      |